# Saison 2014 de l'équipe cycliste An Post-ChainReaction

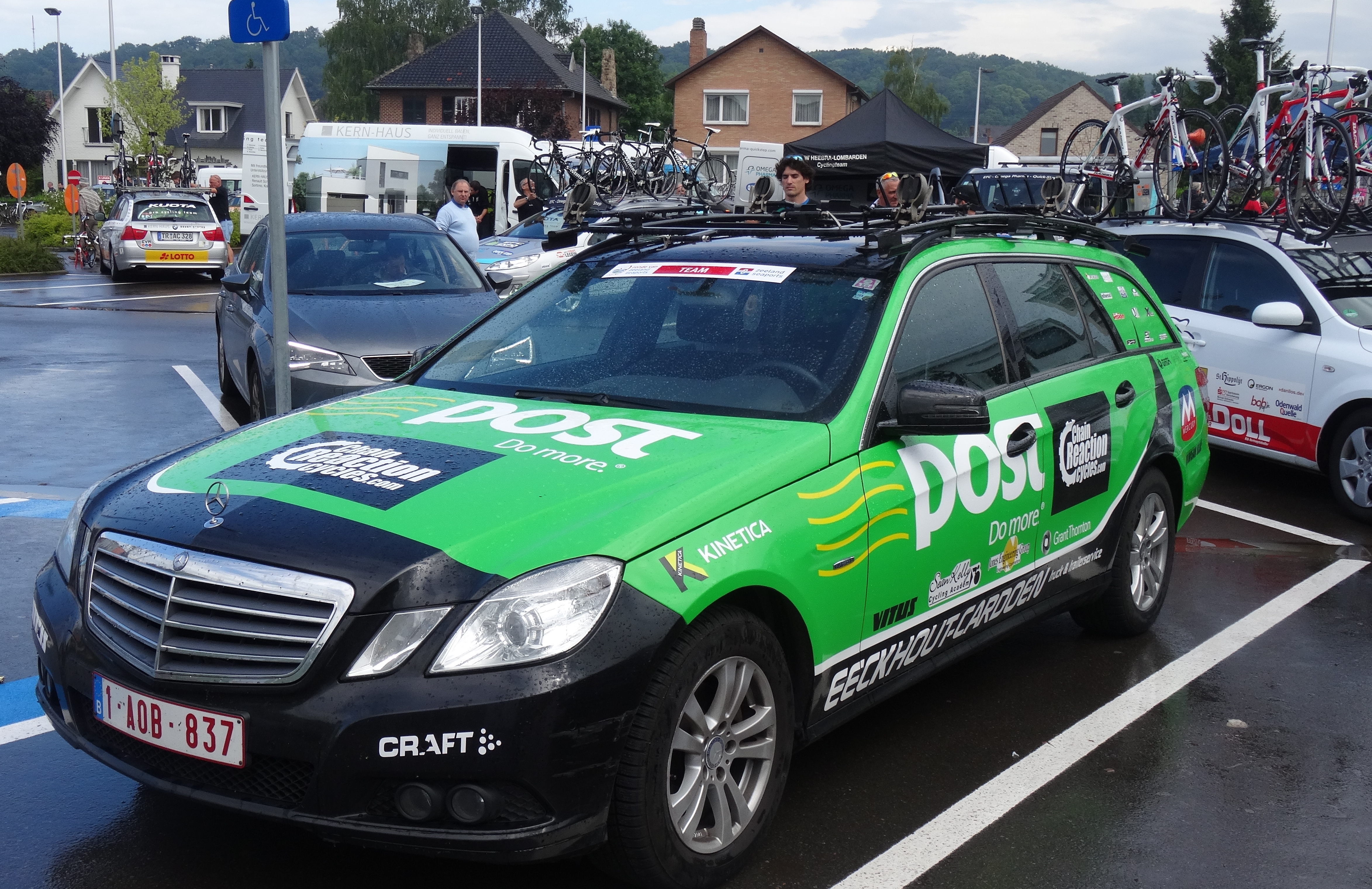
Une des voitures lors du départ du Mémorial Philippe Van Coningsloo 2014 à Wavre.

La saison 2014 de l'équipe cycliste An Post-ChainReaction est la neuvième de cette équipe.

## Préparation de la saison 2014

### Arrivées et départs
| Arrivées            | Équipe 2013          |
| ------------------- | -------------------- |
| Marcus Christie     | Foyle CC             |
| Kevin Claeys        | Crelan-Euphony       |
| Owain Doull         |                      |
| Conor Dunne         | VL Technics-Abutriek |
| Robert-Jon McCarthy | Bowden               |
| Ryan Mullen         | IG-Sigma Sport       |
| Bobbie Traksel      | Champion System      |

| Départs           | Équipe 2014                               |
| ----------------- | ----------------------------------------- |
| Sam Bennett       | NetApp-Endura                             |
| Niko Eeckhout     | Retraite                                  |
| Pieter Ghyllebert | Dovy Keukens-Vind!-FCC                    |
| Ronan McLaughlin  |                                           |
| Steven Van Vooren |                                           |
| Nicolas Vereecken | Verandas Willems                          |
| Alphonse Vermote  | Vastgoedservice-Golden Palace Continental |
| Niels Wytinck     | BCV Works-Soenens                         |

## Coureurs et encadrement technique

### Effectif
Dix-sept coureurs constituent l'effectif 2014 de l'équipe. Bobbie Traksel quitte l'équipe le 4 juin, tandis que David McCarthy y entre comme stagiaire le 1er août.
| Cycliste            | Date de naissance | Nationalité      | Équipe 2013               |
| ------------------- | ----------------- | ---------------- | ------------------------- |
| Shane Archbold      | 2 février 1989    | Nouvelle-Zélande | An Post-ChainReaction     |
| Marcus Christie     | 18 janvier 1991   | Irlande          | Foyle CC                  |
| Kevin Claeys        | 26 mars 1988      | Belgique         | Crelan-Euphony            |
| Owain Doull         | 2 mai 1993        | Royaume-Uni      |                           |
| Sean Downey         | 10 juillet 1990   | Irlande          | An Post-ChainReaction     |
| Conor Dunne         | 22 janvier 1992   | Irlande          | VL Technics-Abutriek      |
| Wout Franssen       | 9 décembre 1992   | Belgique         | An Post-ChainReaction     |
| Kieran Frend        | 22 mars 1989      | Royaume-Uni      | An Post-ChainReaction     |
| Aaron Gate          | 26 novembre 1990  | Nouvelle-Zélande | An Post-ChainReaction     |
| Robert-Jon McCarthy | 30 mars 1994      | Australie        | Bowden                    |
| Mark McNally        | 20 juillet 1989   | Royaume-Uni      | An Post-ChainReaction     |
| Ryan Mullen         | 7 août 1994       | Irlande          | IG-Sigma Sport            |
| Glenn O'Shea        | 14 juin 1989      | Australie        | An Post-ChainReaction     |
| Bobbie Traksel      | 3 novembre 1981   | Pays-Bas         | Champion System           |
| Laurent Vanden Bak  | 2 octobre 1989    | Belgique         | An Post-ChainReaction     |
| Jack Wilson         | 10 août 1993      | Irlande          | An Post-ChainReaction     |
| Stagiaire           | Date de naissance | Nationalité      | Équipe 2014               |
| David McCarthy      | 15 mars 1995      | Irlande          | Nicolas Roche Performance |

Portraits
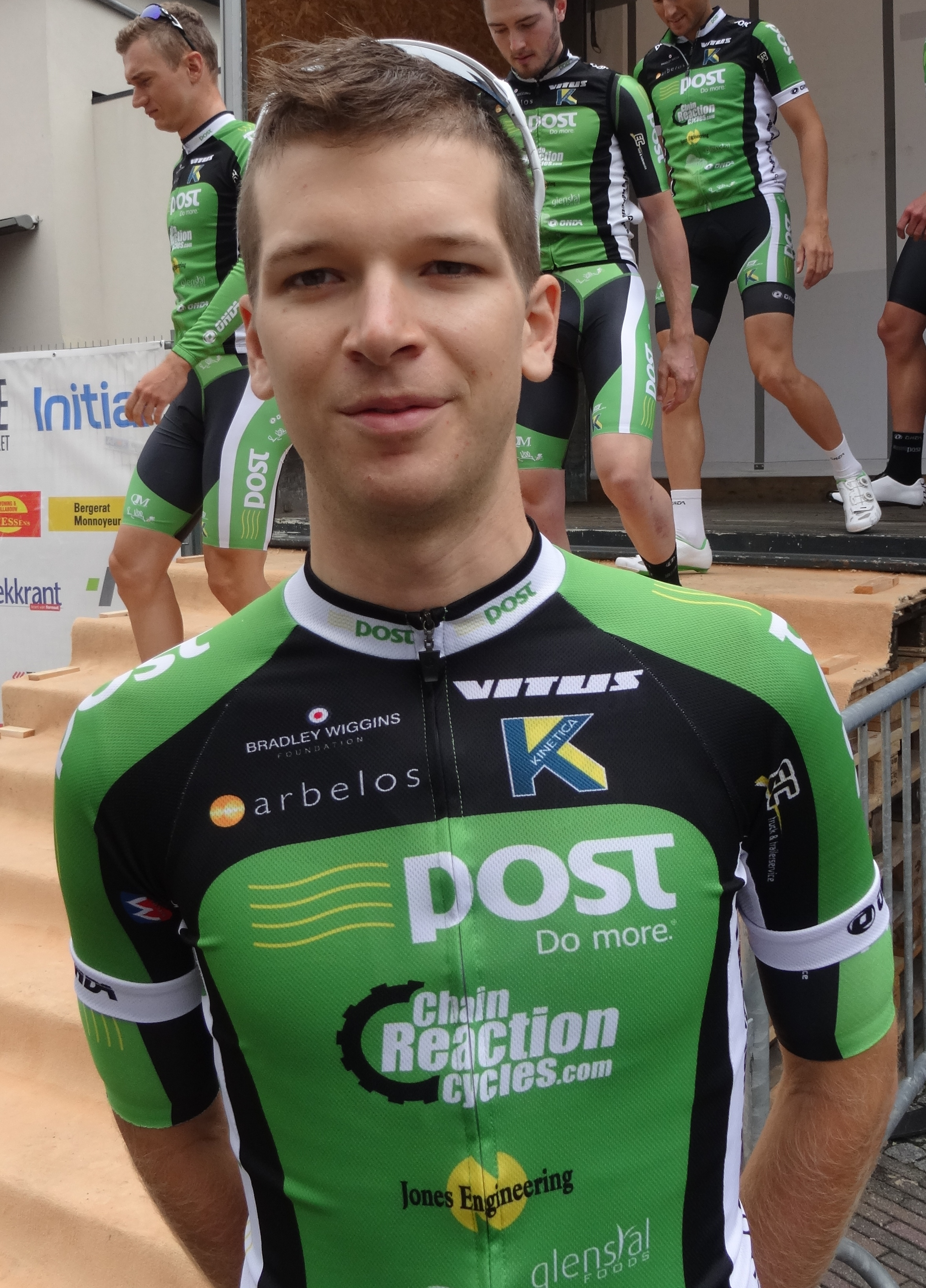
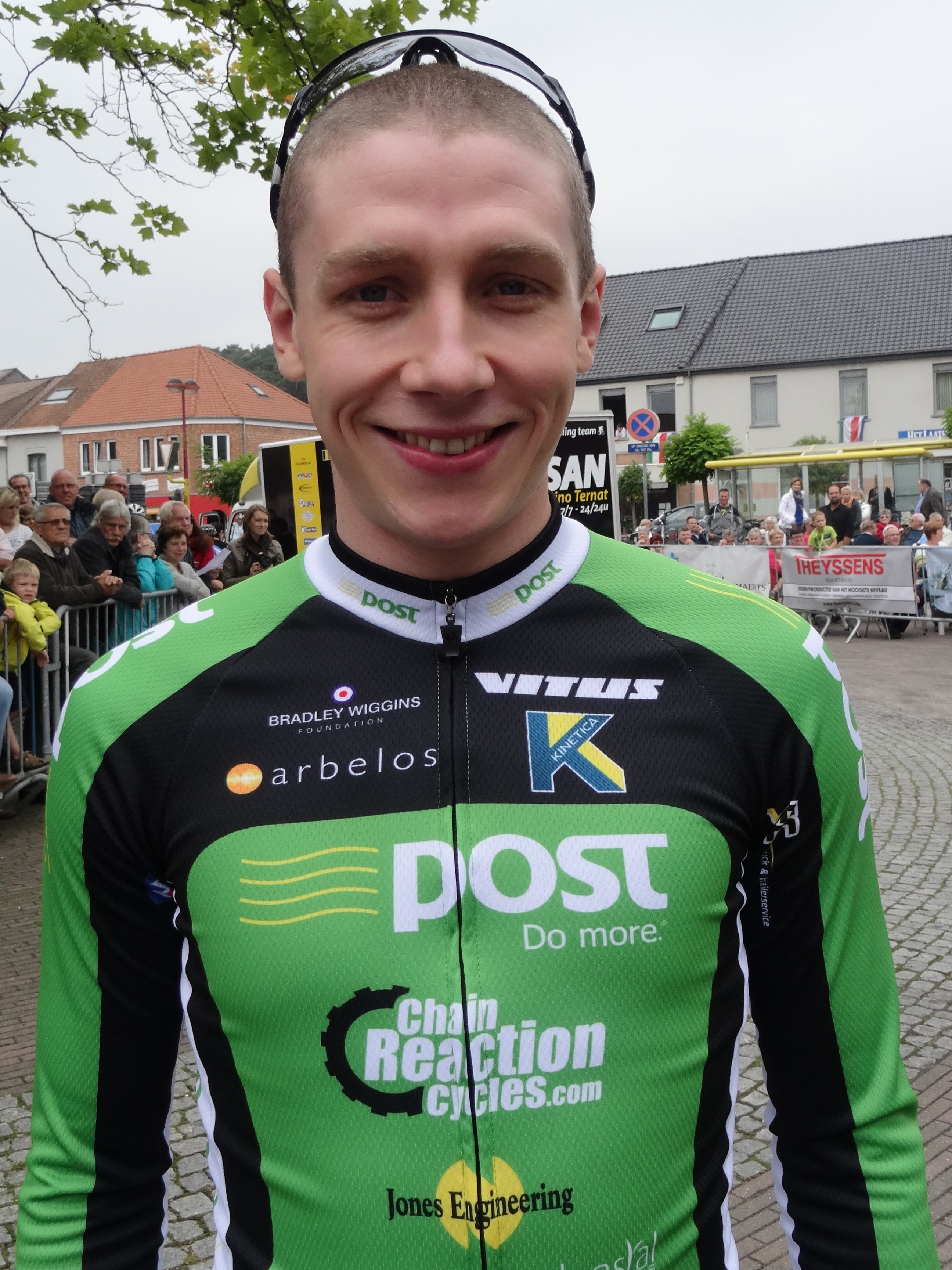
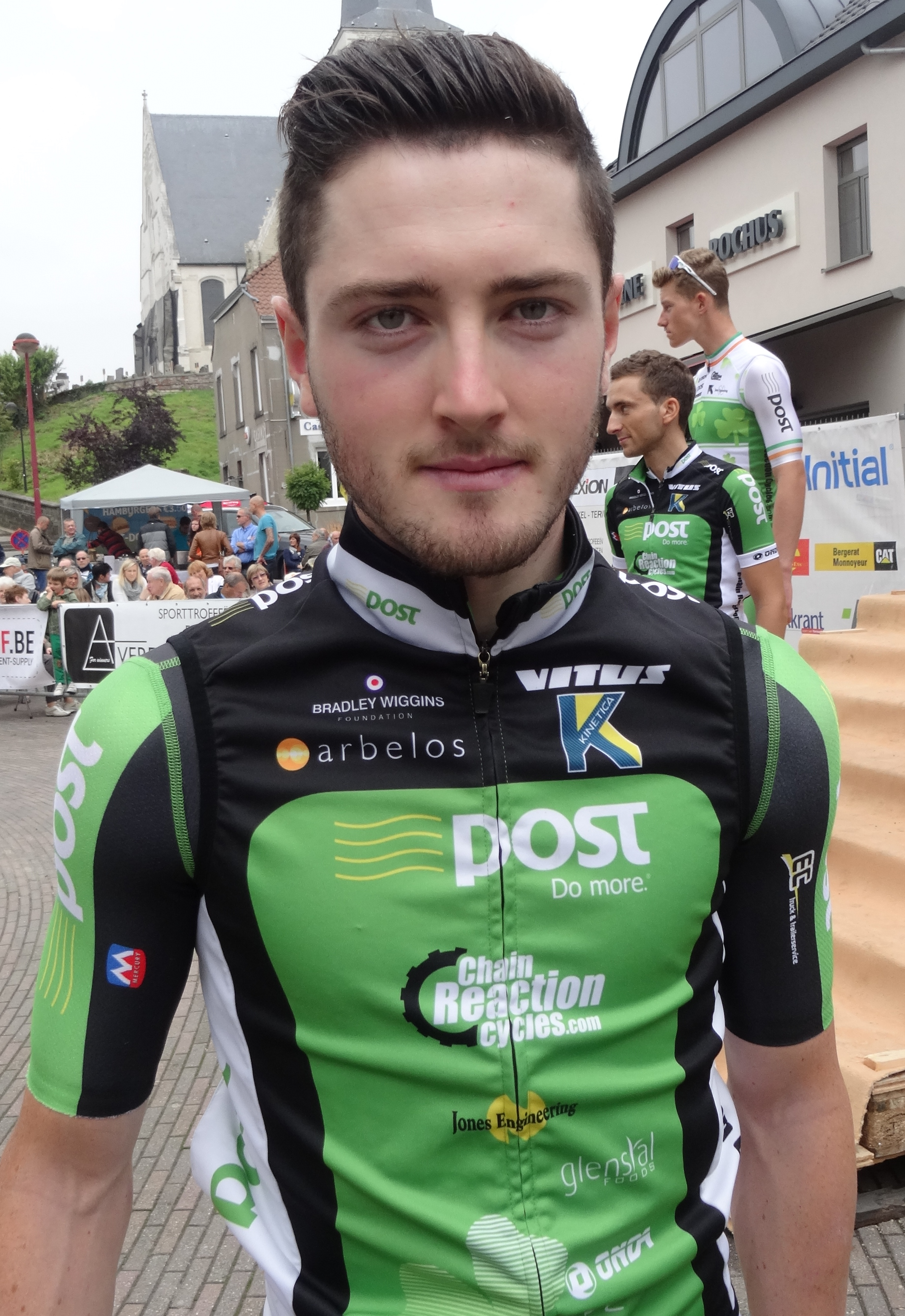
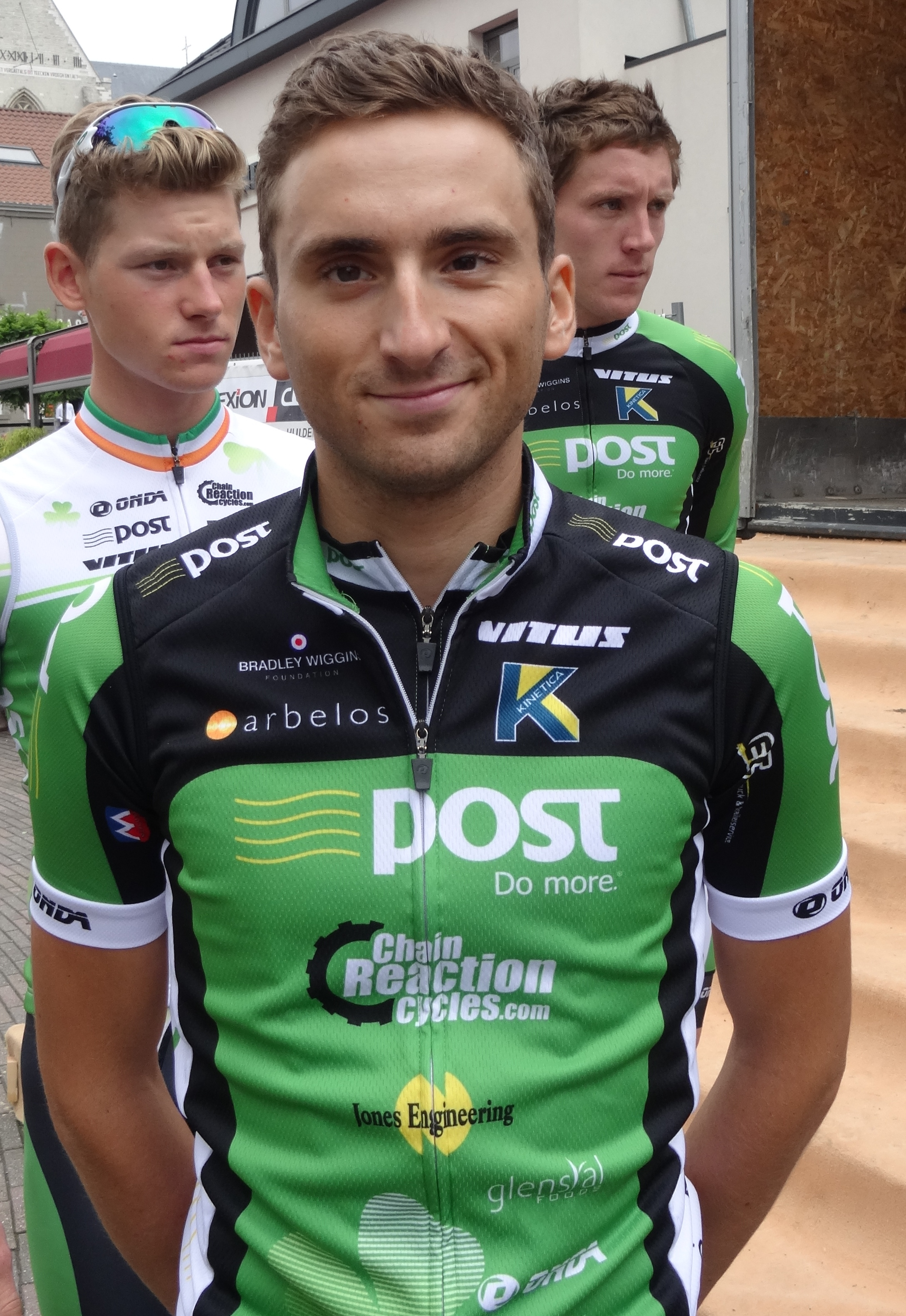
Laurent Vanden Bak.
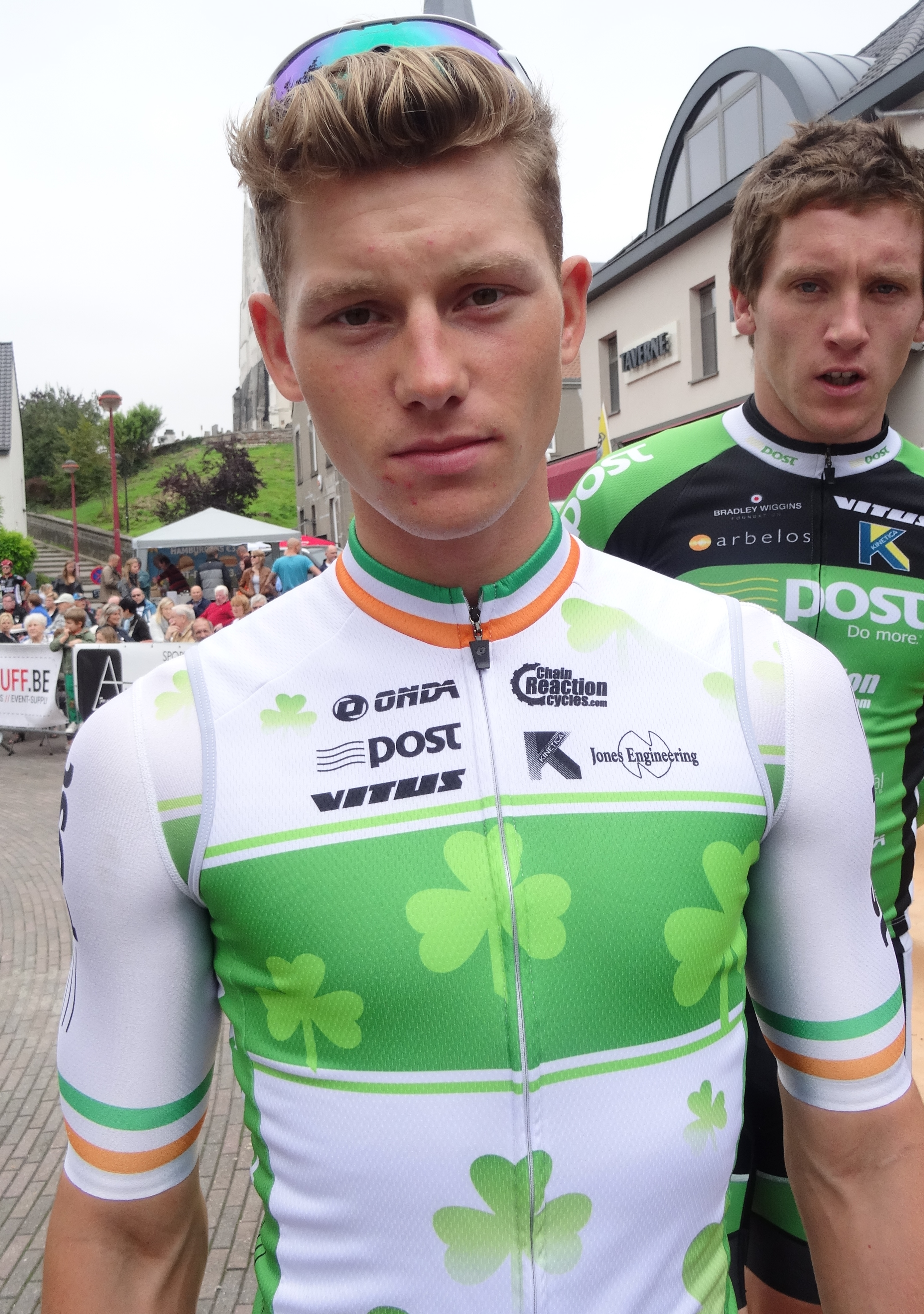
Ryan Mullen.
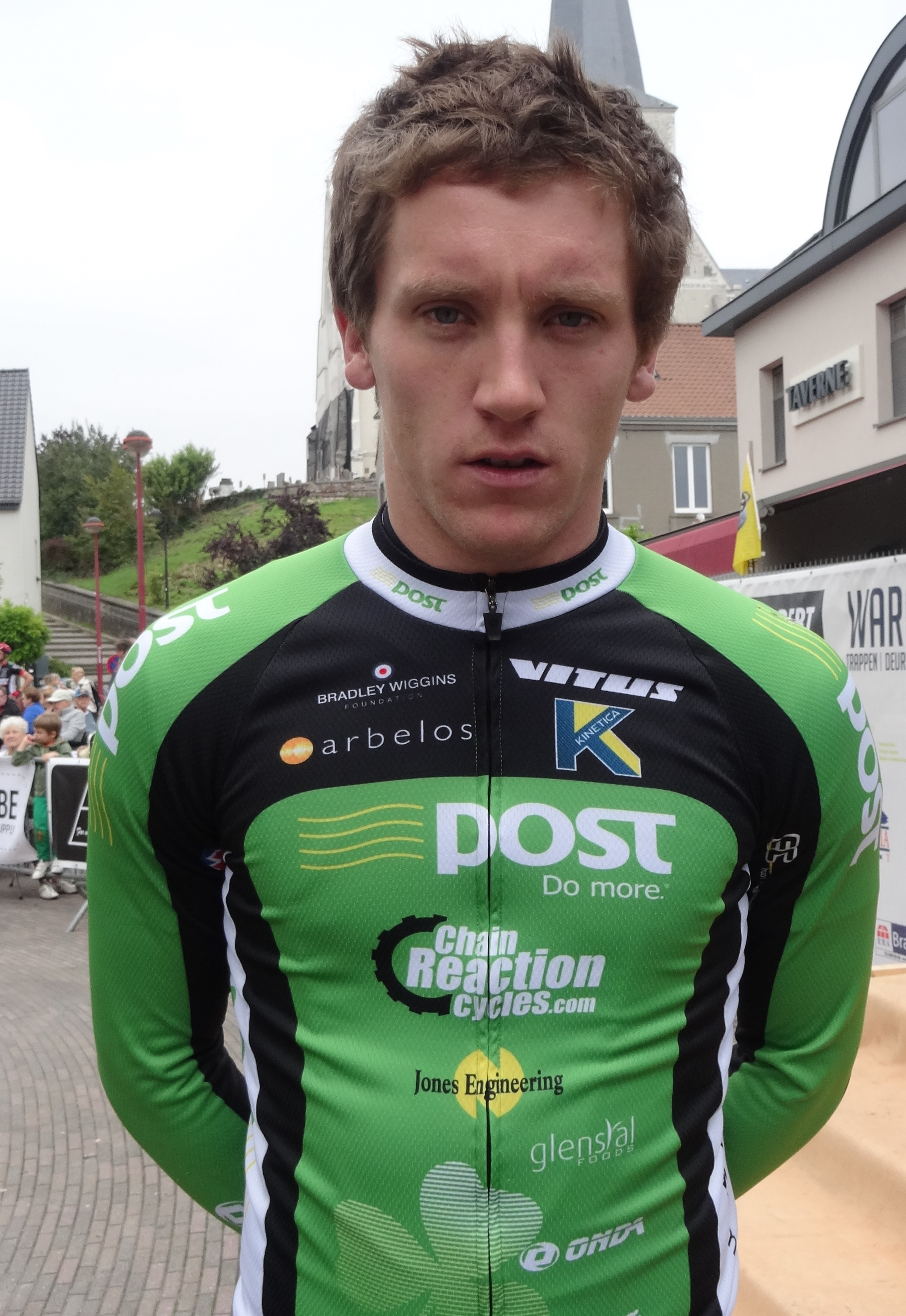
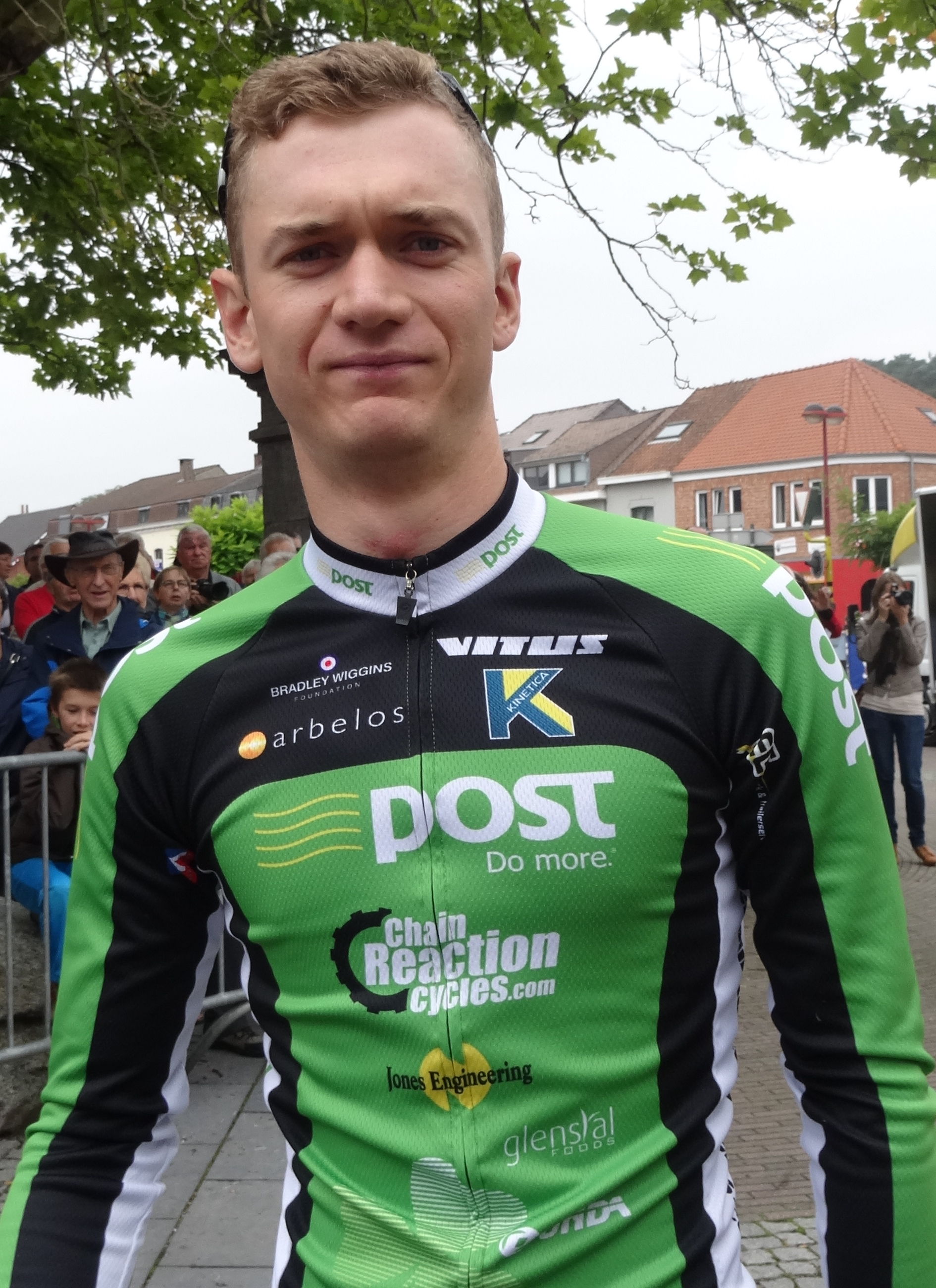

## Bilan de la saison

### Victoires
L'équipe remporte une victoire UCI et trois championnats nationaux.
| Date       | Course                                            | Pays    | Classe | Vainqueur           |
| ---------- | ------------------------------------------------- | ------- | ------ | ------------------- |
| 18/05/2014 | 1re étape de l'An Post Rás                        | Irlande | 2.2    | Robert-Jon McCarthy |
| 26/06/2014 | Championnat d'Irlande du contre-la-montre espoirs | Irlande | CN     | Ryan Mullen         |
| 29/06/2014 | Championnat d'Irlande sur route                   | Irlande | CN     | Ryan Mullen         |
| 29/06/2014 | Championnat d'Irlande sur route espoirs           | Irlande | CN     | Ryan Mullen         |

### Classements UCI

#### UCI Europe Tour
L'équipe An Post-ChainReaction termine à la 41e place de l'Europe Tour avec 286 points. Ce total est obtenu par l'addition des points des huit meilleurs coureurs de l'équipe au classement individuel,.
| Rang  | Coureur             | Points |
| ----- | ------------------- | ------ |
| 180   | Owain Doull         | 74     |
| 201   | Ryan Mullen         | 66     |
| 320   | Shane Archbold      | 41     |
| 357   | Sean Downey         | 38     |
| 453   | Jack Wilson         | 27     |
| 457   | Mark McNally        | 26     |
| 705   | Robert-Jon McCarthy | 12     |
| 1 057 | Marcus Christie     | 2      |

#### UCI Oceania Tour
L'équipe An Post-ChainReaction termine à la 4e place de l'Oceania Tour avec 44 points. Ce total est obtenu par l'addition des points des huit meilleurs coureurs de l'équipe au classement individuel, cependant seuls deux coureurs sont classés,.
| Rang | Coureur             | Points |
| ---- | ------------------- | ------ |
| 7    | Robert-Jon McCarthy | 36     |
| 36   | Glenn O'Shea        | 8      |